# Олешин (зупинний пункт)
Олешин — пасажирський залізничний зупинний пункт Жмеринської дирекції Південно-Західної залізниці на дільниці Старокостянтинів I — Гречани між зупинним пунктом Іванковецький (2 км) та колійним постом Буг (1 км). Розташований біля села Іванківці Хмельницького району Хмельницької області.

## Історія
Зупинний пункт відкритий у 1954 році.

## Пасажирське сполучення
Пасажирське сполучення здійснюється приміськими поїздами сполученням Хмельницький — Шепетівка.
Зупинний пункт перед станцією Гречани характеризується максимальною посадкою/висадкою пасажирів.